# John Erskine, 24. Earl of Mar
John Francis Erskine, 24. Earl of Mar (* 1741; † 20. August 1825), war ein britischer Adliger und Offizier.

## Leben
Er war der einzige Sohn von James Erskine († 1785) aus dessen Ehe mit Lady Frances Erskine († 1776). Seine Mutter war eine Tochter des John Erskine, 23. Earl of Mar (1675–1732), dem 1716 seine Adelstitel wegen Beteiligung am Jakobitenaufstand aberkannt worden.
Er diente als Offizier in der British Army und schied schließlich 1770 im Rang eines Captain des 1st Regiment of Horse aus dem aktiven Armeedienst aus.
Am 17. Juni 1825 wurden ihm die schottischen Adelstitel, die seinem Großvater mütterlicherseits 1716 aberkannt worden waren, als 24. Earl of Mar, 17. Lord Garioch und 12. Lord Erskine durch Act of Parliament wiederhergestellt.

## Ehe und Nachkommen
Am 17. März 1770 heiratete er in Upway, Dorset, Frances Floyer († 1798), Erbtochter von Charles Floyer, Gouverneur von Madras. Mit ihr hatte er vier Söhne und vier Töchter:
- John Thomas Erskine, 25. Earl of Mar (1772–1828);
- Hon. James Floyer Erskine († 1798), Captain des 26th Cameron Regiment, ⚭ 1796 Susan Sharpe;
- Hon. Henry David Erskine (1776–1846), ⚭ 1805 Mary Anne Cooksey († 1860), Eltern des Walter Erskine, 12. Earl of Kellie (1810–1872);
- Rev. Hon. Thomas Erskine (1785–1859), anglikanischer Vikar von Beighton in Derbyshire, ⚭ 1817 Charlotte Watson († 1876);
- Lady Charlotte Frances Erskine († 1837);
- Lady Mary Anne Erskine († 1844);
- Lady Charlotte Erskine († 1852);
- Lady Jane Erskine († 1857).

Als er 1825 starb, erbte sein ältester Sohn John seine Adelstitel.